# Advisory Committee on Antarctic Names
Pour les articles homonymes, voir ACAN.
L'Advisory Committee on Antarctic Names (ACAN ou US-ACAN), en français, Comité de conseil américain pour les noms en Antarctique, est un comité de l'United States Board on Geographic Names, le Bureau américain du nommage géographique, responsable de la recommandation des noms de lieux en Antarctique. Les États-Unis ne reconnaissant aucune frontière territoriale en Antarctique, l'ACAN, selon eux, peut donc donner des noms à tous les lieux topographiques sur l'ensemble du continent. Néanmoins une consultation des autres nomenclatures nationales a lieu quand c'est approprié.
L'ACAN a publié une politique de nommage basée sur la priorité d'application, l'emploi du terme le plus approprié et les extensions des noms d'usage lorsque ces derniers sont bien établis.